# 奥拉 (俄罗斯)
奥拉（羅馬化：Ola）是俄罗斯马加丹州的市级镇、奥拉区行政中心及最大聚居地，也是该区唯一的市级镇，地处马加丹州南部，在州府马加丹东侧。同名河流在该地流入鄂霍次克海的陶伊湾。
1957年设市级镇。该地2021年人口有6,031人；2010年人口6,215；2002年人口6,842；1989年人口10,122。